# Sonyadora
Sonyadora es un género de escarabajos de la familia Chrysomelidae. El género fue descrito científicamente primero por Bechyné en 1958. Esta es una lista de especies perteneciente a este género:
- Sonyadora amazonus (Weise, 1921)
- Sonyadora bivittata (Baly, 1878)
- Sonyadora flavicollis (Jacoby, 1888)
- Sonyadora longicornis (Weise, 1921)
- Sonyadora lucasia (Bechyne, 1956)
- Sonyadora octuguttata (Bowditch, 1925)
- Sonyadora ocularia (Bechyne, 1958)
- Sonyadora parilis (Weise, 1921)
- Sonyadora quadripustulata (Bowditch, 1925)
- Sonyadora rufula (Bowditch, 1925)
- Sonyadora seabrai (Bechyne & Bechyne, 1969)